# Radhošť (Ort)

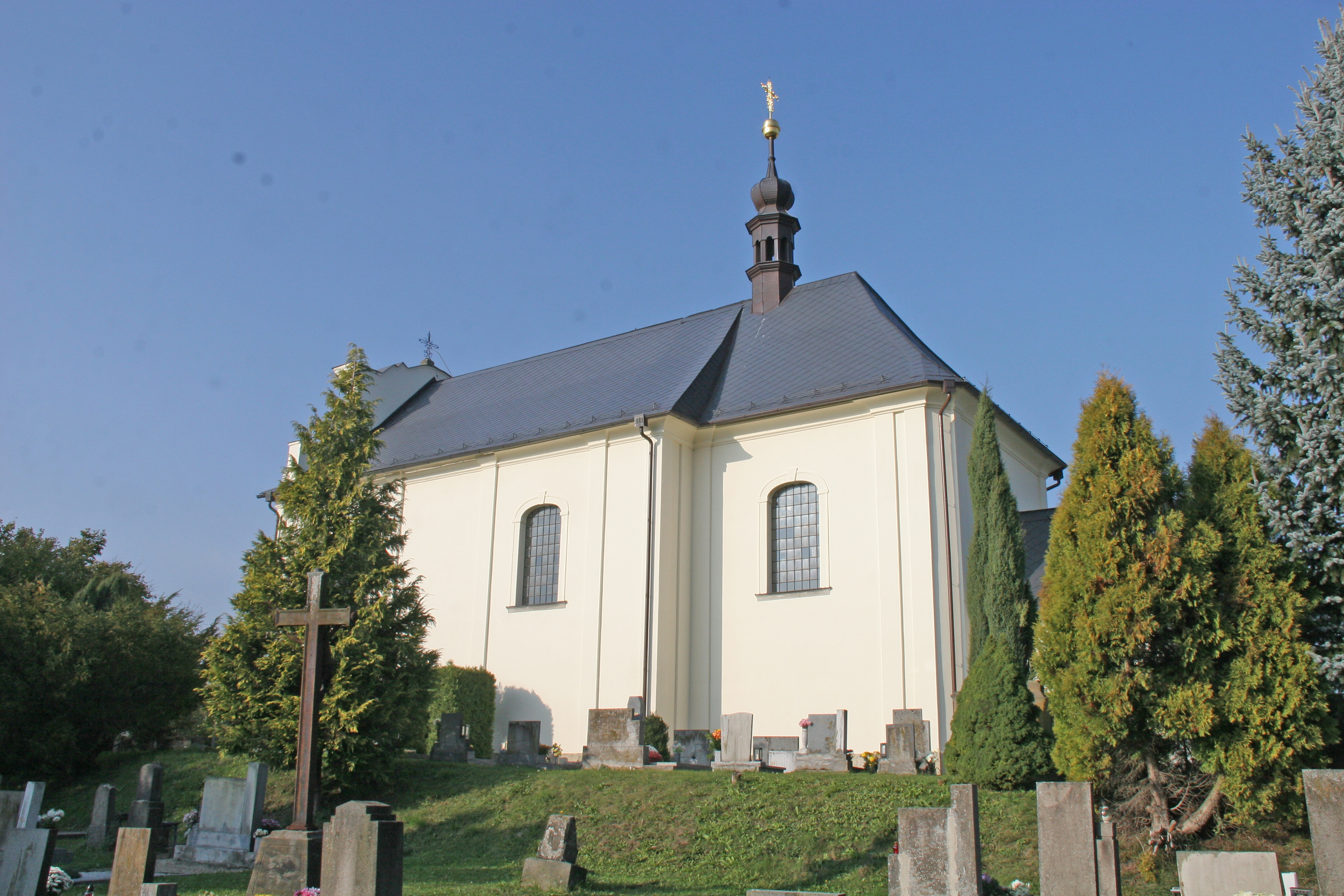
Kirche des hl. Georg des Märtyrers

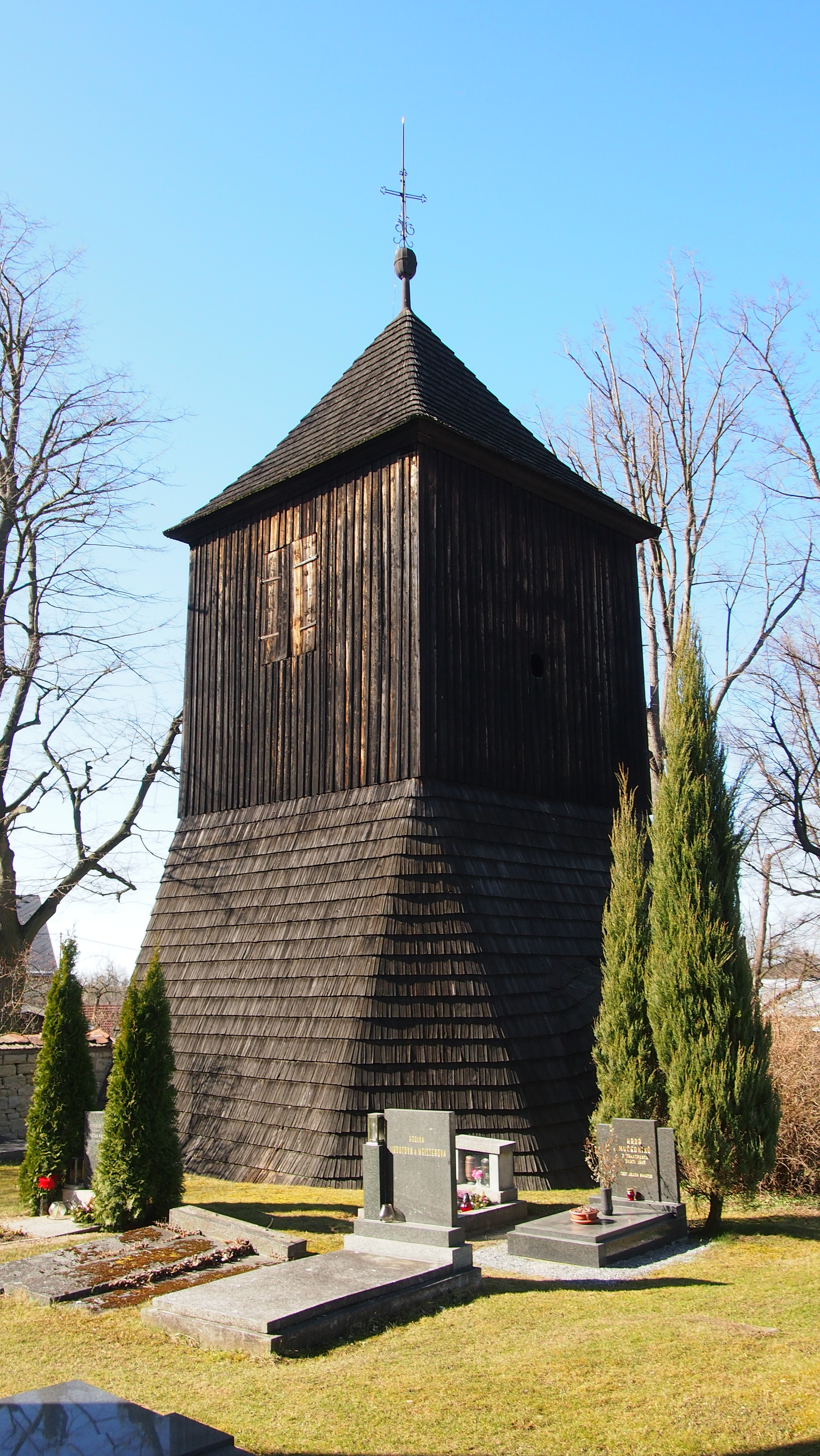
Glockenturm

Radhošť (deutsch Radhoscht) ist eine Gemeinde in Tschechien. Sie liegt sieben Kilometer nordwestlich von Vysoké Mýto und gehört zum Okres Ústí nad Orlicí.

## Geographie
Radhošť befindet sich am rechten Ufer der Loučná auf der Choceňská tabule (Chotzener Tafel). Durch den Ort führt die Staatsstraße II/305 zwischen Luže und Horní Jelení; am nördlichen Ortsrand verläuft die Bahnstrecke Česká Třebová–Praha. Südöstlich des Dorfes erhebt sich die Homole (307 m n.m.), im Süden der Kamenec (307 m n.m.).
Nachbarorte sind Bory und Jaroslav im Norden, Týnišťko im Nordosten, Janovičky und Malejov im Osten, Svatý Mikuláš und Vraclav im Südosten, Pod Horou und Stradouň im Süden, Ostrov im Südwesten, Opočno und Sedlíšťka im Westen sowie Trusnov und Žíka im Nordwesten.

## Geschichte
Der Ort ist nach der heidnischen Gottheit Radegast benannt. Wahrscheinlich befand sich auf dem Kirchenhügel ein Heiliger Hain oder eine heidnische Opferstätte; beim Aushub für den Bau der Straße nach Stradouň wurden Reste einer Feuerstätte aufgefunden. Des Weiteren wurden am Kirchenhügel eine frühzeitliche Urne sowie unter dem Totenhaus in den 1940er Jahren eine große Menge menschlicher Knochen aufgefunden. Bei der Freilegung der Grundmauern der Kirche wurden Körpergräber vornehmer Herren entdeckt, die in außergewöhnlichen Laden beigesetzt wurden.
Die erste schriftliche Erwähnung der Otaslav von Radhošť und dessen Sohn Arkleb gehörigen Feste Radhošť erfolgte 1226 in einer Urkunde des Königs Ottokar I. Přemysl. Die Kirche entstand wahrscheinlich im 13. Jahrhundert; erstmals erwähnt wurde sie 1349 in einer Urkunde des Erzbischofs Ernst von Pardubitz, in der dieser Papst Clemens VI. über die Ausgliederung von Kirchen des Archidiakonats Königgrätz in das neue Bistum Litomyšl informierte. Im Jahre 1350 umfasste die Pfarrei Radhošť 30 Dörfer. Im Jahre 1385 war Petr von Radhošť Besitzer des Gutes, 1443 gehörte es dem Henik von Radhošť. Später wurde das Gut eine Zeit lang von der Königsstadt Hohenmauth verwaltet, danach gehörte es Přibík Sekerka von Sedčice. Nachfolgender Besitzer war Heřman Lukavský von Lukavice, der das Gut Radhošť an seine Herrschaft Zámrsk anschloss. Dessen Erben verkauften das Gut an Diviš Slavata von Chlum und Koschumberg, der es seiner Herrschaft Chroustovice einverleibte. Später gehörte die Herrschaft dem Choltitzer Familienzweig der Herren von von Gersdorff, deren Güter nach der Schlacht am Weißen Berg konfisziert wurden. Während des Dreißigjährigen Krieges erlosch die Pfarrei Radhošť, die Kirche wurde Filialkirche der Pfarrei Chroustovice. 1667 wurde das erste Wirtshaus in Radhošť eröffnet. Ab 1671 gehörte die Herrschaft Chroustovice den Grafen Kolowrat-Liebsteinsky; Franz Karl Kolowrat-Liebsteinsky verkaufte sie 1721 an Hieronymus Graf Capece Marchese de Rofrano. Dessen Tochter Maria Theresia Capece heiratete 1735 Leopold Ferdinand Johann Graf Kinsky; 1778 erbte ihr Sohn Philipp Graf Kinsky die Herrschaft. Seit der Einführung der Schulpflicht wurde in Radhošť zuerst im Gemeindehaus Nr. 8, später im Meierhof unterrichtet. 1788 wurde ein neues Lokalistenhaus errichtet. Philipp Graf Kinsky ließ 1808 ein hölzernes Schulhaus errichten. 1823 verkaufte Kinsky die Allodialherrschaft Chraustowitz mit 23 Dörfern an Karl Alexander von Thurn und Taxis. 
Im Jahre 1835 bestand das im Chrudimer Kreis gelegene Dorf Radhoscht bzw. Radhosst aus 27 Häusern, in denen 148 Personen lebten. Unter dem Patronat der Obrigkeit standen die Lokalkirche St. Georg, das Lokalistenhaus und die Schule. Im Ort gab es außerdem einen Meierhof mit Beamtenwohnhaus und eine Schäferei. In der Umgebung lagen die Teiche Radhosstie, Zeleny, Valenta und Blatnik. Die östlich des Dorfes am Rande des Radhoschter Teiches gestandenen Ruinen der Burg Gestřepetz (Jestříbec) waren zu dieser Zeit bereits verschwunden und durch Äcker und Hutweiden ersetzt. Radhoscht war Pfarrort für Tinisko, Schika, Stradaun, Sedlisky (Sedlíšťka) und Jaroslaw. Bis zur Mitte des 19. Jahrhunderts blieb Stradaun der Allodialherrschaft Chraustowitz untertänig.
Nach der Aufhebung der Patrimonialherrschaften bildete Radhošť ab 1849 mit dem Ortsteil Sedlíšťka eine Gemeinde im Gerichtsbezirk Hohenmauth. Ab 1868 gehörte die Gemeinde zum politischen Bezirk Hohenmauth. 1869 hatte Radhošť 222 Einwohner und bestand aus 31 Häusern. Da die Schule zu klein geworden war, bildete sich 1869 mit dem Ziel eines Schulneubaus ein Schulrat. 1875 wurde für 7800 Gulden ein zweiklassiges Schulhaus errichtet, das 1893 für den dreiklassigen Unterricht erweitert wurde. Nach Radhošť eingeschult waren danach auch die Kinder aus Sedlíšťka, Janovičky, Trusnov, Týnišťko und Jaroslav. Im Jahre 1900 lebten in dem Dorf 178 Menschen, 1910 waren es 253. Im Jahre 1909 wurde eine genossenschaftliche Brennerei gegründet. Sedlíšťka löste sich 1919 los und bildete eine eigene Gemeinde. Im Jahre 1921 hatte Radhošť 263 Einwohner. Im Jahre 1945 wurde das Dorf elektrifiziert. Ab 1960 gehörte die Gemeinde zum Okres Pardubice. 1964 wurde Sedlíšťka wieder eingemeindet. 1972 waren in Radhošť 20 Kinder eingeschult, 1975 waren es nur noch 13. 1977 erfolgte die Schließung der Schule, der Unterricht erfolgt seither in Horní Jelení. Die Brennerei wurde im April 1979 stillgelegt. Beim Zensus von 2001 lebten in den 52 Häusern von Radhošť 99 Personen. Am 1. Januar 2007 wechselte die Gemeinde in den Okres Ústí nad Orlicí. Seit 2010 führt Radhošť ein Wappen und Banner.

## Gemeindegliederung
Die Gemeinde Radhošť besteht aus den Ortsteilen Radhošť (Radhoscht) und Sedlíšťka (Sedlischka), die zugleich auch Katastralbezirke bilden. Zu Radhošť gehören zudem die Einschicht Bory (Bor) und ein Anteil von Žíka (Schika).

## Sehenswürdigkeiten
- Barocke Kirche des hl. Georg des Märtyrers auf einem Hügel über der Loučná, sie entstand 1773 für 6980 Gulden anstelle eines abgebrannten hölzernen Vorgängerbaus aus dem 13. Jahrhundert. Der Hauptaltar wurde 1773 in Prag gefertigt. Die Orgel wurde 1821 gebaut und von Philipp Kinsky finanziert. Die Seitenaltäre und die Kanzel stiftete 1827 Therese von Thurn und Taxis. 1934 erhielt die Kirche ein neues Schindeldach.[7] Im Jahre 2012 wurde die Kirche saniert.[8] Umgeben wird die Kirche von einem Friedhof mit Totenhaus und Glockenturm.
- Freistehender hölzerner Glockenturm an der Nordwestecke des Friedhofs. Der auf einem durch Schindeln geschützten steinernen Unterbau stehende Glockenturm ist ein Relikt der abgebrannten alten Kirche. Er enthielt drei Glocken; die mit 2000 kg größte der Glocken wurde 1582 von Elias Stodola in Hradec nad Labem gegossen und 1917 requiriert. Der Verbleib der kleinen Glocke (26 kg) ist unbekannt. Die erhaltene Glocke wurde 1509 gegossen und wiegt 1000 kg. Der Turm wurde ebenfalls 2012 saniert.[9]
- Naturdenkmal Šejval, Teich mit Sumpfwiesen nördlich von Radhošť.